# Frodoí
Frodoí fou bisbe de Barcelona (861-890) d'origen franc o germànic. Tot i que no fou el primer bisbe després de la conquesta de Barcelona al califat de Còrdova el 801, se l'ha destacat com a impulsor de la restauració de l'Església a Barcelona i impulsor de les obres de reconstrucció de la catedral de Barcelona. Va ser contrari a la litúrgia visigoda i consta que en un concili celebrat a Attigny el 870 exposà el cas d'un sacerdot cordovès anomenat Tirs instal·lat a Barcelona que administrava els sagraments i fins i tot cobrava delmes sense reconèixer l'autoritat del bisbe. Aquests fets cal relacionar-los amb la intenció, força reeixida, dels monarques carolingis i dels seus comtes i bisbes d'origen franc d'anar trencant els lligams religiosos entre l'antic territori visigòtic de la Gòtia i la Hispània cristiana dominada pels musulmans, a la vegada que eliminar els particularismes de rel visigòtica contraris al centralisme i l'uniformisme propugnats per la cort.
El bisbe Frodoí fou també el que trobà, el 878, el cos de santa Eulàlia de Barcelona (segons la tradició, al lloc on ara hi ha l'església de Santa Maria del Mar, aleshores Santa Maria de les Arenes) i els traslladà solemnement a la catedral. Aquest descobriment i l'impuls de la devoció a la santa, juntament amb la seva oposició a la restauració del bisbat d'Egara (Terrassa) i l'obtenció dels reis francs de privilegis fiscals i reconeixement de drets pel bisbat serviren l'objectiu d'augmentar el poder de la seu barcelonina.